# Arent Passer
Arent Passer (né probablement en 1560 à La Haye et mort en 1637 à Réval) est un architecte et sculpteur néerlandais. 

## Biographie
Arent Passer naît à La Haye en 1560.
En 1589, il arrive à Tallinn suivant la recommandation de Jean III,.
Son premier travail à Tallinn est la fabrication du tombeau de Pontus de La Gardie et de son épouse.
Ensuite il dirige la rénovation de la maison des Têtes Noires de Tallinn.
Le travail est commencé en prévision de la visite de Sigismond III qui n'aura jamais lieu.
En 1602–1604, Arent Passer travaille comme constructeur pour la ville de Tallinn et travaille aussi pour les riches habitants d'Uppsala et de Turku. Le roi Sigismond III lui propose de venir s'installer à Stockholm mais Arent Passer n'accepte pas.
En 1637, Arent Passer meurt à Tallinn, il est inhumé dans l'église Saint-Olaf de Tallinn.

## Ouvrages
Ses ouvrages les plus célèbres sont,:
- Façade de la Maison des Têtes Noires de Tallinn, 1597
- Façade de la Maison de la famille De La Gardie, rue Viru, Tallinn
- Épitaphe d'Antonius von der Busch, Église Saint-Nicolas, Tallinn
- Restauration et éléments décoratifs de la pharmacie de l'Hôtel-de-Ville de Tallinn[7]
- Diptyque Burchardt en partie[8]
- Tombeaux de la Cathédrale Sainte-Marie de Tallinn :
  - Pontus De La Gardie et son épouse Sofia Johansdotter Gyllenhielm, 1595.
  - Caspar von Tiesenhausen, 1591;
  - Carl Henriksson Horn af Kanckas,
  - Otto von  Uexküll (et), 1601,
  - Richard Rosenkrantz, 1623
  - Thomas Ramm, 1632.

## Galerie

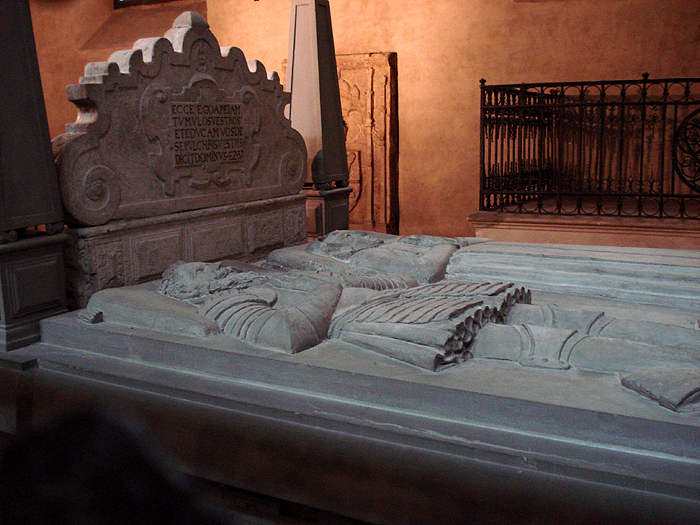
Tombeau de Evert Karlsson Horn, Cathédrale de Turku
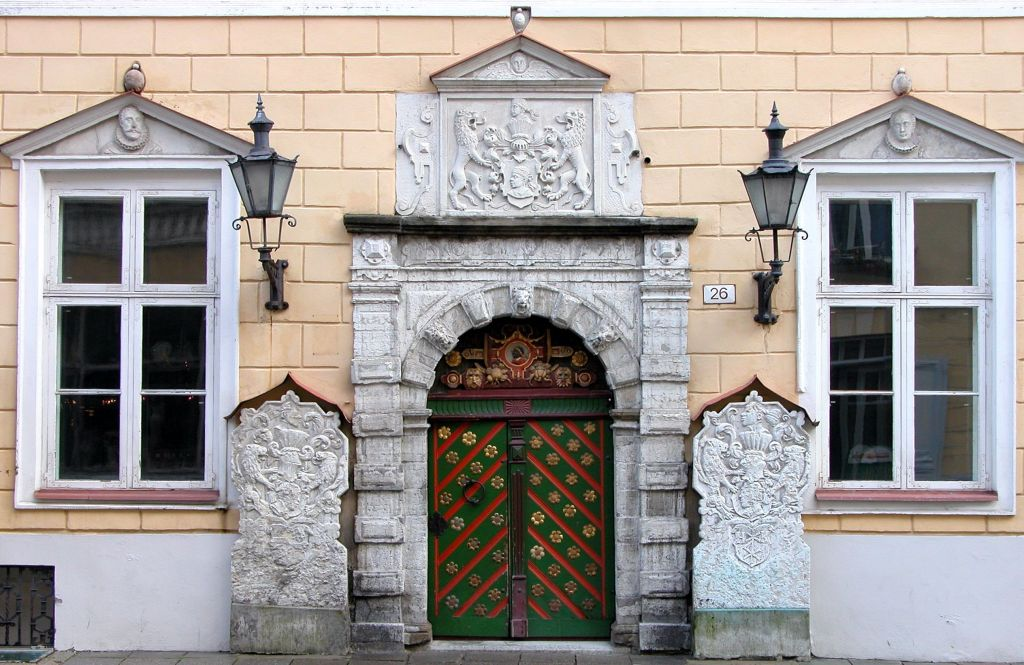
Façade de la Maison des Têtes Noires de Tallinn
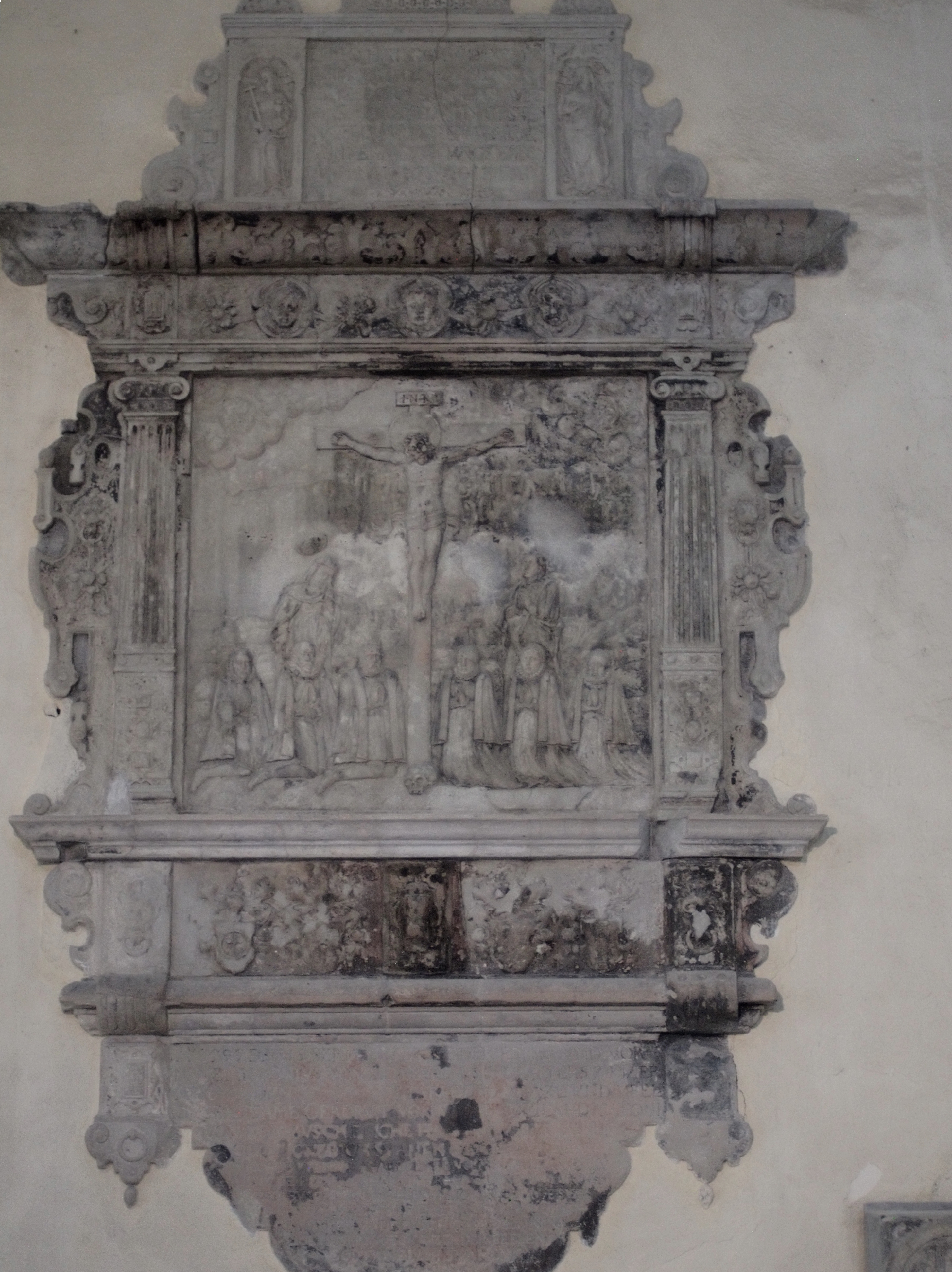
Épitaphe d'Antonius von der Busch
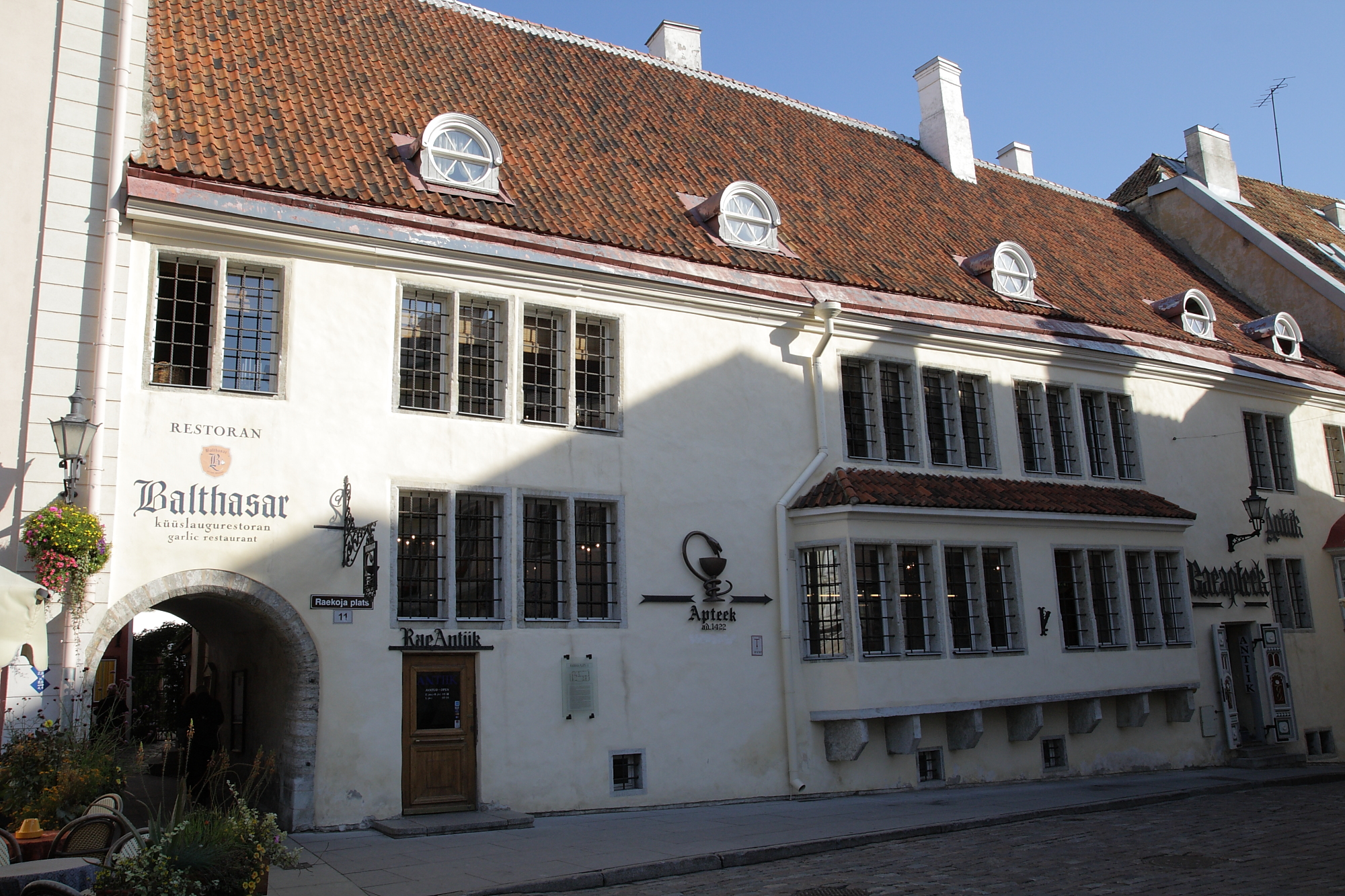
Pharmacie de l'Hôtel-de-Ville de Tallinn